# 新越谷站
新越谷站（日语：／ Shin-koshigaya eki */?）位於日本埼玉縣越谷市南越谷一丁目，是東武鐵道伊勢崎線（東武晴空塔線）的鐵路車站。車站編號是TS 20。

## 歷史
- 1973年（昭和48年）4月1日：日本國有鐵道（國鐵）武藏野線府中本町站 - 新松戶站間開業，南越谷站啟用。
- 1974年7月23日：東武鐵道新越谷站開業，為國鐵武藏野線南越谷站乘換車站。
  - 開業當時是越谷市內最新的東武鐵道車站因此命名為「新越谷站」。
- 1987年（昭和62年）11月：通過蒲生站 - 北越谷站間高架複複線化計畫。
- 1989年（平成元年）7月：高架複複線化工程動工。
- 1993年（平成5年）10月8日：下行月台高架化。電扶梯啟用。
- 1994年（平成6年）
  - 11月2日：上行月台高架化
  - 12月3日：西口電扶梯啟用。
- 1995年（平成7年）
  - 1月21日：付費區外電扶梯啟用。
  - 9月23日：下行月台電梯與付費區外電梯啟用。
- 1997年（平成9年）
  - 3月24日：東口電梯啟用。
  - 3月25日：越谷站以南高架複複線化完工並改點，本站成為準急停靠站。本站以南新設區間準急。
  - 改點以前本站僅停靠各站停車[2]。當時越谷有大量從準急轉搭各站停車的轉乘客。
- 1998年（平成10年）3月26日：5層樓的新站房竣工，車站大樓VARIE（日语：ヴァリエ）開業[3]。
- 2002年（平成14年）12月：成為「尾瀨夜行」「Snowpal」停車站。
- 2003年（平成15年）3月19日：帝都高速度交通營團（現東京地下鐵）半藏門線直通列車（通勤準急、區間準急）開始運行並停靠本站。
- 2006年（平成18年）3月18日：改點，準急、區間準急（往押上及半藏門線直通列車）、通勤準急更名為區間急行、準急、急行，並停靠本站。
- 2010年（平成22年）12月20日：導入發車音樂（與越谷站、千間台站同日啟用）。
- 2012年（平成24年）3月17日]：導入車站編號TS 20[4]。
- 2013年（平成25年）2月：更新列車資訊顯示器。導入進站鈴聲。
- 2015年（平成27年）8月1日：配合第31回南越谷阿波舞（日语：南越谷阿波踊り），從本日至8月31日為止的發車音樂改為阿波舞囃子（日语：囃子）[5]。2016年（平成28年）起定期變更。

此外，新越谷站南側的蒲生站在1899年（明治32年）12月20日業至1908年（明治41年）12月25日為止，其所在地是在現在往北1.2公里處，也就是極為接近現在的新越谷站。

## 車站結構
本站是島式月台2面4線高架車站。內側2線是緩行線，外側2線是急行線。
原來伊勢崎線是在地面，高架化後改在武藏野線高架上方。因此，本站高度達五層樓，同時南北兩側坡度也較大。本站建設當時是2面2線地面月台，跨站式站房在武藏野線高架南側。之後高架化工程改為1面2線月台。東武鐵道複複線化的時候本站原先仍計畫為地面月台，但在越谷市等地方人士強力要求下改為高架。

### 月台配置
| 月台 | 路線         | 方向 | 軌道   | 目的地                                                             |
| ---- | ------------ | ---- | ------ | ------------------------------------------------------------------ |
| 1    | 東武晴空塔線 | 上行 | 急行線 | 北千住、東京晴空塔、淺草、 半藏門線 澀谷、 田園都市線 中央林間方向 |
| 2    | 東武晴空塔線 | 上行 | 緩行線 | 獨協大學前、北千住、東京晴空塔、淺草、 日比谷線 中目黑方向         |
| 3    | 東武晴空塔線 | 下行 | 緩行線 | 北越谷、北春日部、東武動物公園、 日光線 南栗橋方向                 |
| 4    | 東武晴空塔線 | 下行 | 急行線 | 春日部、東武動物公園、 伊勢崎線 久喜、 日光線 南栗橋方向           |

- 往春日部方向的準急、區間準急從本站開始為各站停車（至北越谷為止是利用複複線外側的急行線）[6]。
- 剪票口分為通往車站大樓3樓的小型剪票口與往西口方向的大型剪票口[7]。
- 剪票口外有聯絡通道往南越谷站。兩站都是高架車站，但轉乘時須暫時回到地面，因此轉乘時間較長。
- 特急列車中，只有淺草站發車的臨時夜行列車「尾瀨夜行」「Snowpal」停靠本站。
- 月台天花板的支柱在2號線與3號線之間，所有月台上沒有支柱。
- 站名標的鄰站站名分為急行線與緩行線，與草加站及西新井站一樣。同樣作為急行停車站的越谷站與北千住站，前者是下行方向準急、區間準急為各站停車，後者是全月台都有普通列車停靠，因此都顯示緩行線站名。

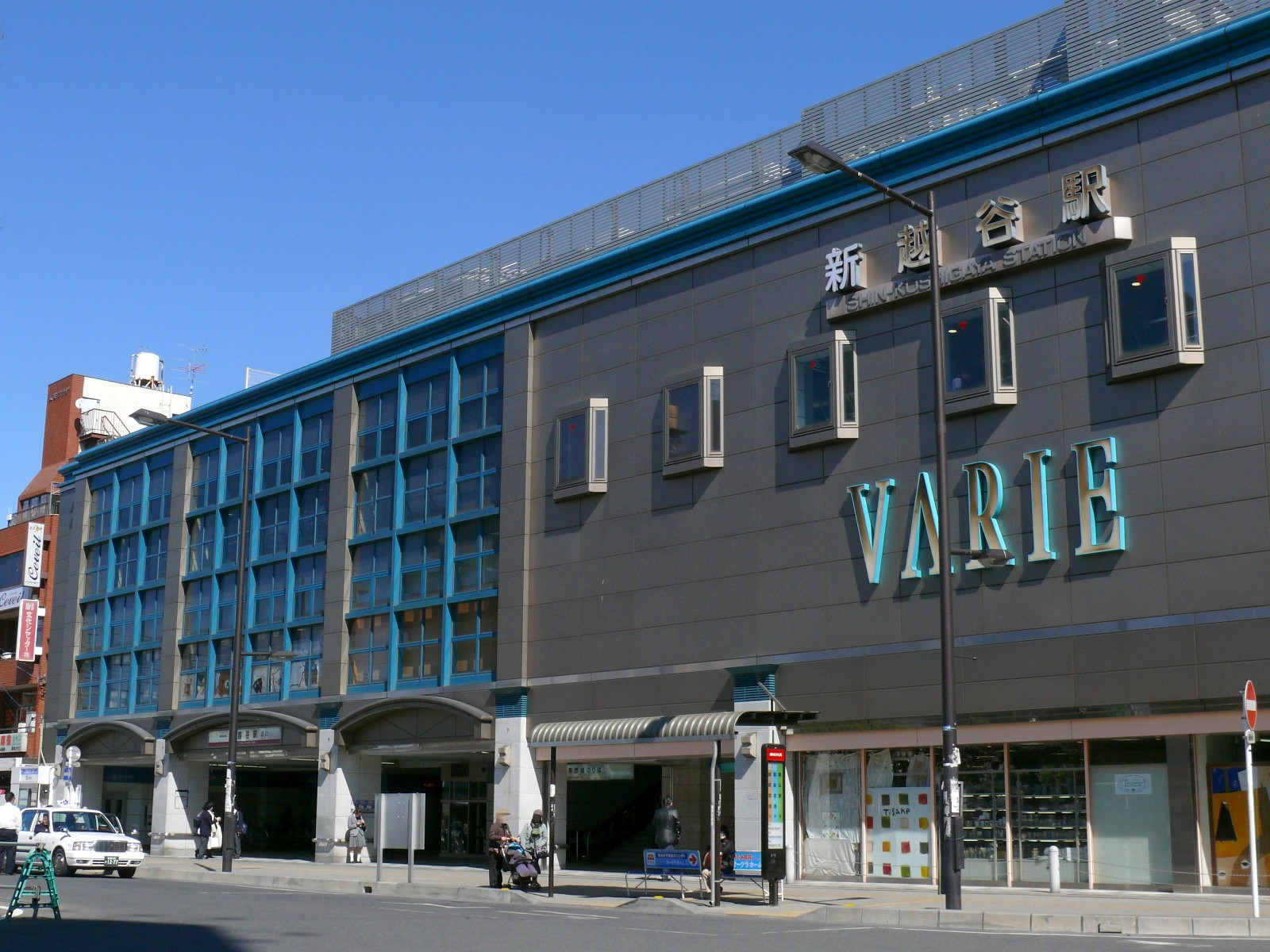
西口（車站大樓「VARIE」）。圖片下方中央是高速巴士乘車處（2008年3月6日）
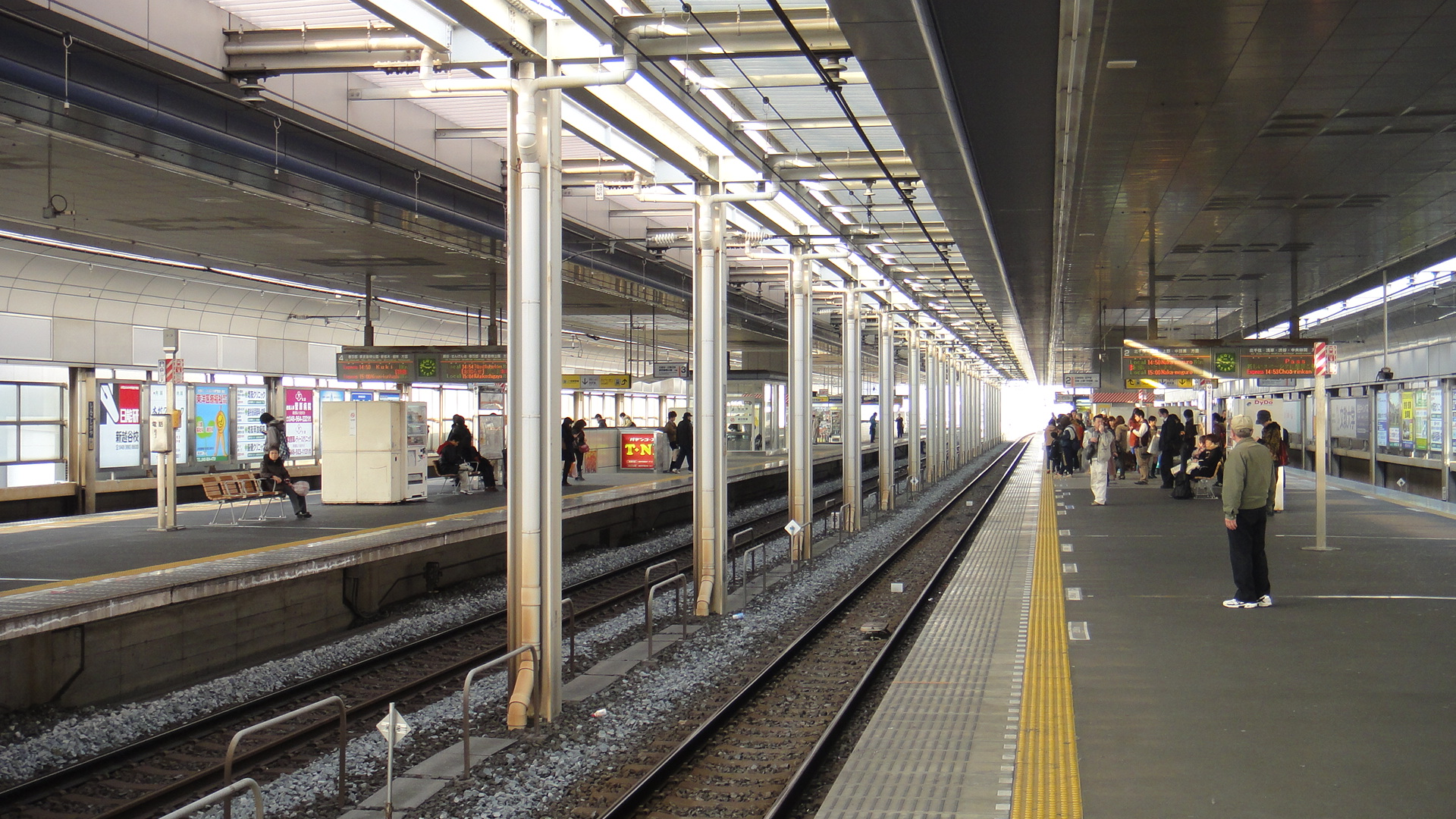
月台層（2012年1月18日）
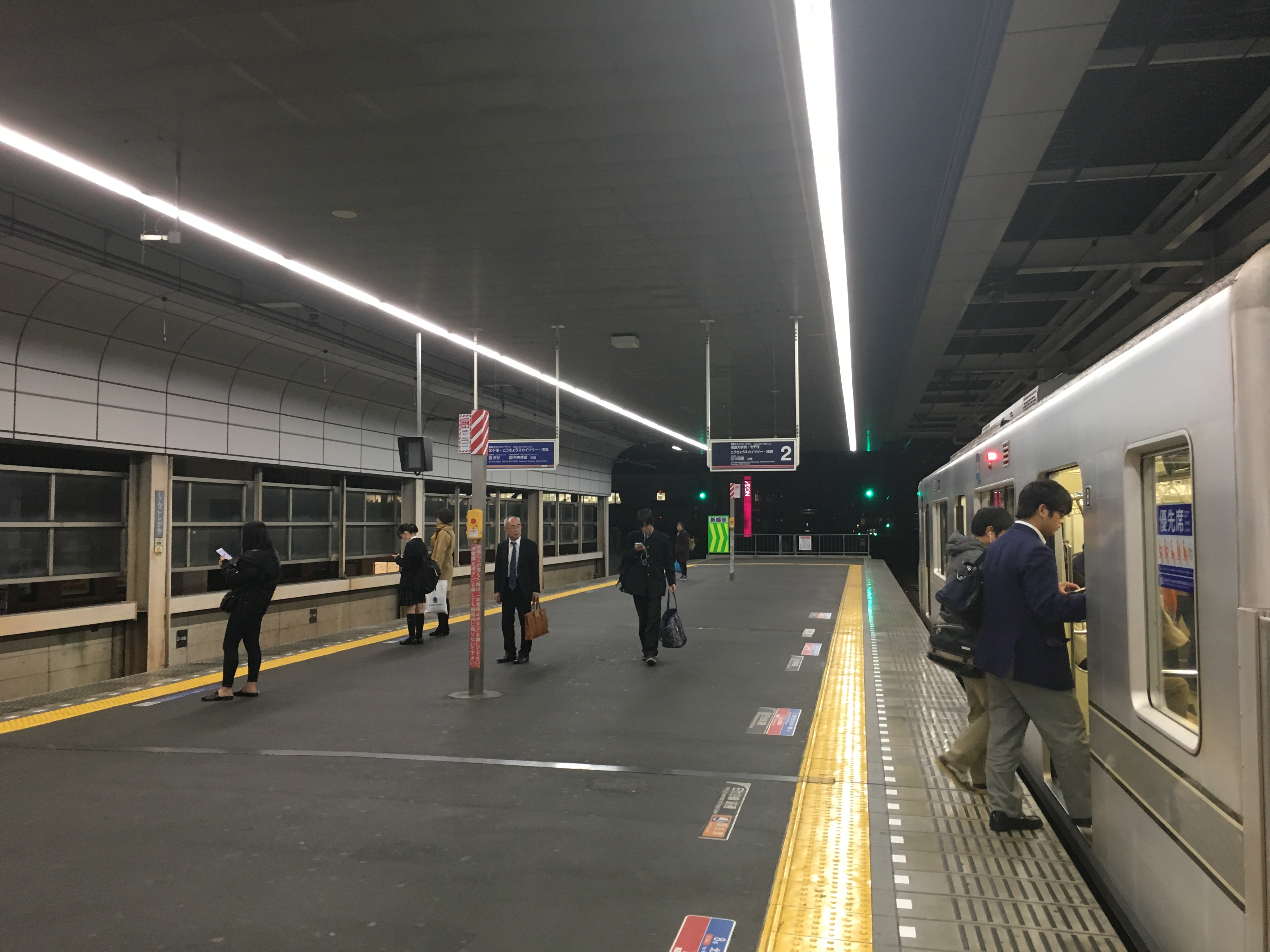
1、2號線月台（2018年11月26日）
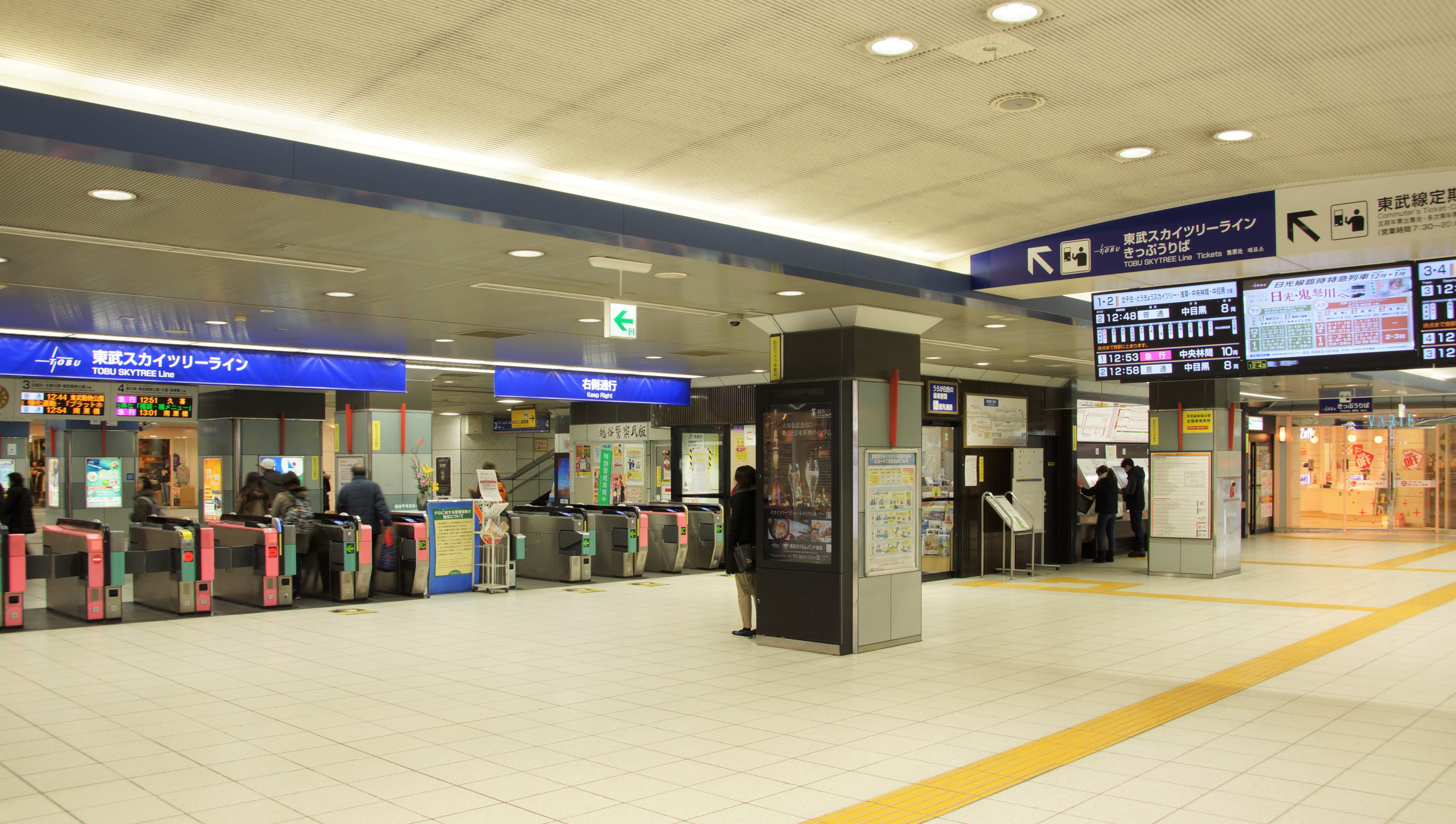
剪票口（2016年12月30日）
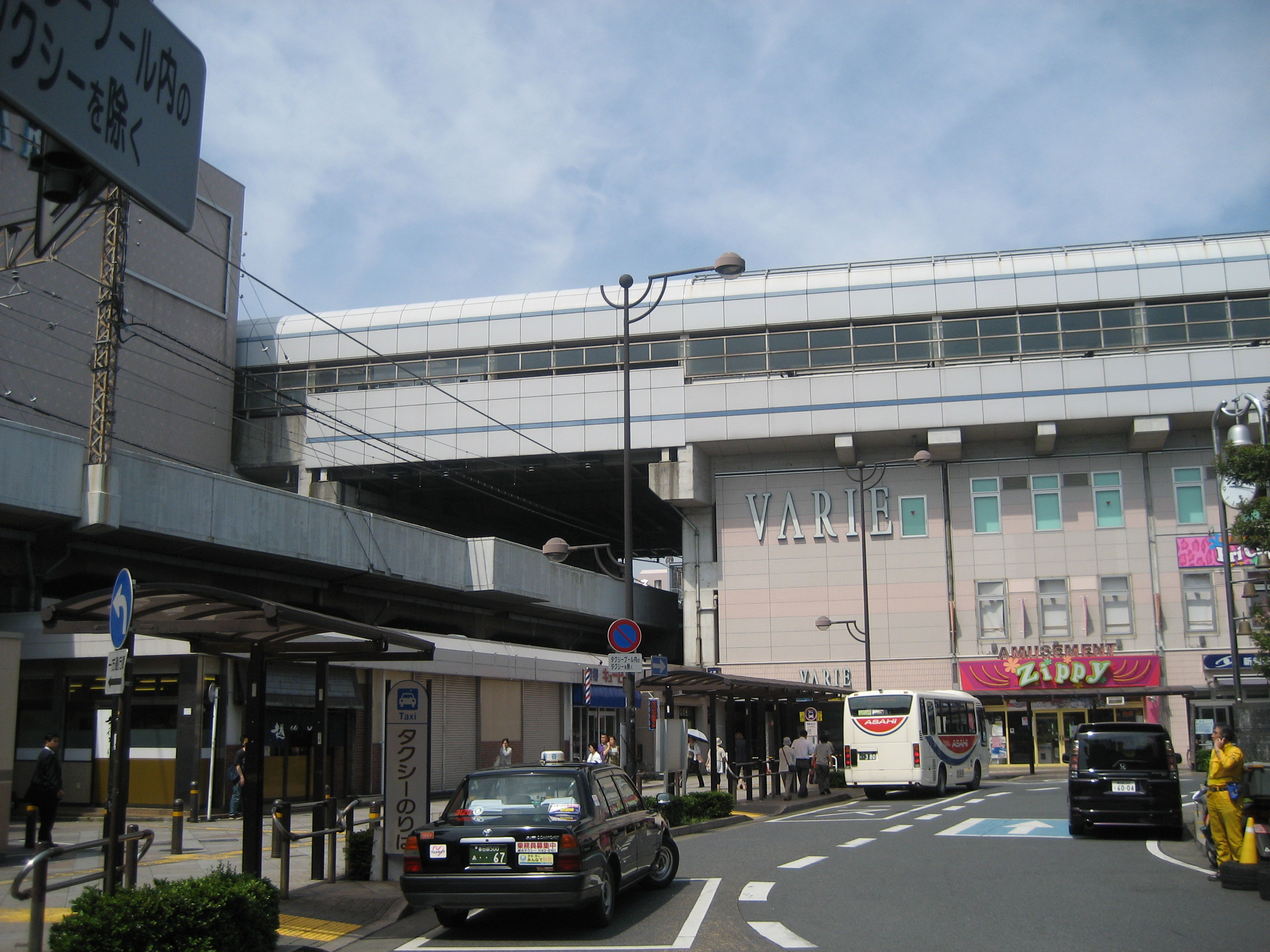
JR武藏野線與東武伊勢崎線交會（2008年6月10日）

## 使用情況
2017年度一日平均上下車人次為152,540人。在伊勢崎線內僅次於北千住站排行第2位。在東武鐵道中次於池袋站、北千住站、和光市站、朝霞台站位居第5位。
開業以後的一日平均上下車人次以及上車人次的推移如下表。
| 年度               | 一日平均 上下車人次 | 一日平均 上車人次 |
| ------------------ | ------------------- | ----------------- |
| 1974年（昭和49年） |                     | 7,647             |
| 1975年（昭和50年） | 21,749              | 10,738            |
| 1976年（昭和51年） |                     | 10,467            |
| 1977年（昭和52年） |                     | 14,590            |
| 1978年（昭和53年） |                     | 16,100            |
| 1979年（昭和54年） |                     | 19,546            |
| 1980年（昭和55年） | 41,657              | 20,829            |
| 1981年（昭和56年） |                     | 22,570            |
| 1982年（昭和57年） |                     | 23,901            |
| 1983年（昭和58年） |                     | 25,131            |
| 1984年（昭和59年） |                     | 27,025            |
| 1985年（昭和60年） | 57,825              | 29,044            |
| 1986年（昭和61年） |                     | 31,356            |
| 1987年（昭和62年） |                     | 34,160            |
| 1988年（昭和63年） |                     | 37,818            |
| 1989年（平成元年） |                     | 40,566            |
| 1990年（平成02年） | 88,182              | 43,421            |
| 1991年（平成03年） |                     | 45,520            |
| 1992年（平成04年） |                     | 47,014            |
| 1993年（平成05年） |                     | 47,723            |
| 1994年（平成06年） |                     | 47,672            |
| 1995年（平成07年） |                     | 47,181            |
| 1996年（平成08年） | 92,286              | 46,489            |
| 1997年（平成09年） |                     | 50,169            |
| 1998年（平成10年） | 103,677             | 53,925            |
| 1999年（平成11年） | 113,097             | 55,271            |
| 2000年（平成12年） | 109,613             | 57,182            |
| 2001年（平成13年） | 115,321             | 58,088            |
| 2002年（平成14年） | 116,080             | 58,567            |
| 2003年（平成15年） | 119,003             | 60,200            |
| 2004年（平成16年） | 120,807             | 61,188            |
| 2005年（平成17年） | 121,043             | 61,285            |
| 2006年（平成18年） | 122,785             | 62,147            |
| 2007年（平成19年） | 128,247             | 64,166            |
| 2008年（平成20年） | 132,535             | 66,236            |
| 2009年（平成21年） | 133,489             | 66,606            |
| 2010年（平成22年） | 134,209             | 66,875            |
| 2011年（平成23年） | 135,532             | 67,579            |
| 2012年（平成24年） | 140,311             | 69,849            |
| 2013年（平成25年） | 143,604             | 71,503            |
| 2014年（平成26年） | 143,125             | 71,246            |
| 2015年（平成27年） | 147,994             | 73,694            |
| 2016年（平成28年） | 150,581             | 74,487            |
| 2017年（平成29年） | 152,540             |                   |

## 車站周邊
本站是武藏野線交點，周邊因兩線交會轉乘而開始發展，伊勢崎線複複線化後大型商業設施快速興起。此外，周邊正在開發住宅區，也是使用人次成長的原因之一。
轉乘站
- 南越谷站 - 東日本旅客鐵道（JR東日本）武藏野線

行政
- 越谷市役所南部出張所
- 越谷市越谷社區中心（越谷Suncity（日语：イオン南越谷店））
  - Suncity Hall
  - 越谷市立圖書館（日语：越谷市立図書館）南部圖書室
- 越谷市南越谷地區中心
  - 南越谷公民館「Palette」
- 越谷市南部淨水場
- 越谷警察署（日语：越谷警察署）南越谷站前交番

日本郵政集團事業所
- 新越谷郵便局（日语：新越谷郵便局）
- 南越谷郵便局
- 越谷柳田郵便局
- 越谷登戶郵便局

金融機關
- 埼玉里索那銀行南越谷支店
- 常陽銀行（日语：常陽銀行）越谷支店
- 川口信用金庫（日语：川口信用金庫）南越谷支店
- 高木證券（日语：高木証券）越谷支店
- 一吉證券（日语：いちよし証券）越谷支店
- 朝日生命保險（日语：朝日生命保険）越谷支社
- 第一生命保險埼玉東部支社
- 三井住友海上火災保險（日语：三井住友海上火災保険）越谷支社
- AIG損害保險（日语：AIG損害保険）越谷支店
- 群馬銀行越谷支店

商業設施
- 新越谷VARIE（日语：ヴァリエ）（車站大樓）
- 永旺南越谷店（日语：イオン南越谷店）
- PIA CITY越谷（Kasumi（日语：カスミ）南越谷店）
- 時代租車新越谷站前店
- TBS房屋（日语：TBSハウジング）新越谷會場
- 山田電機Tecc Land南越谷店

醫院
- 獨協醫科大學埼玉醫療中心（日语：獨協医科大学越谷病院）

- 南越谷醫院

- 新越谷醫院

學校
- CAD製圖專門學校
- 越谷市立富士中學校（日语：越谷市立富士中学校）
- 越谷市立南越谷小學校（日语：越谷市立南越谷小学校）
- 小池學園專門學校
- 埼玉東萌短期大學（日语：埼玉東萌短期大学）

預備校
- 東進衛星予備校（日语：東進ハイスクール）新越谷站東口校

其他
- 越谷貨物總站（日语：越谷貨物ターミナル駅）
- 越谷市科學技術體験中心（日语：越谷市科学技術体験センター）MIRACLE
- 越谷市立登戶保育所

### 路線巴士

#### 東口
| 乘車處       | 乘車處 | 系統                              | 主要行經地                                                              | 目的地       | 運行公司     | 備註                    |
| ------------ | ------ | --------------------------------- | ----------------------------------------------------------------------- | ------------ | ------------ | ----------------------- |
| 新越谷站東口 | 1      | Midnight Arrow 久喜、東鷲宮       | 千間台站西口、春日部站西口、 東武動物公園站、久喜站東口                 | 東鷲宮站西口 | 東武巴士中央 | 深夜急行巴士 僅平日運行 |
| 新越谷站東口 | 1      | Midnight Arrow 春日部             | 千間台站西口                                                            | 春日部站西口 | 東武巴士中央 | 深夜急行巴士 僅平日運行 |
| 新越谷站東口 | 1      | Midnight Arrow 吉川、三鄉、南流山 | 越谷湖城站入口、吉川團地、吉川站入口、 吉川美南站、新三鄉站、三鄉站北口 | 南流山站     | 東武巴士中央 | 深夜急行巴士 僅平日運行 |
| 新越谷站東口 | 3      | 南-01                             | 大森機械工業、昭和圖書                                                  | 新越谷站東口 | Global交通   | 平日早晨傍晚運行        |

#### 西口
| 乘車處       | 乘車處               | 系統                                   | 主要行經地                                           | 目的地       | 運行公司                           |
| ------------ | -------------------- | -------------------------------------- | ---------------------------------------------------- | ------------ | ---------------------------------- |
| 新越谷站西口 | 高 速 巴 士 乘 車 處 |                                        |                                                      | 羽田機場     | 東武巴士中央 京濱急行巴士          |
| 新越谷站西口 | 高 速 巴 士 乘 車 處 | 灰斑鳩號                               |                                                      | 成田機場     | 東武巴士中央 東京空港交通 千葉交通 |
| 新越谷站西口 | 高 速 巴 士 乘 車 處 | 安達太良號                             | 佐野新都市巴士總站、西鄉巴士站、須賀川營業所         | 郡山站前     | 東武巴士中央 福島交通              |
| 新越谷站西口 | 高 速 巴 士 乘 車 處 | 上州湯煙Liner 伊香保·四萬溫泉號        | 澀川站、伊香保溫泉                                   | 四萬溫泉     | 關越交通 ※冬、春季運行             |
| 新越谷站西口 |                      | 新越11                                 | 越谷FAMILY TOWN入口、越谷站西口、 神明町二丁目、釣上 | 東川口站北口 | 國際興業巴士                       |
| 新越谷站西口 | 新越01、新越02       | 赤山三丁目、出羽小學校入口、七左七丁目 | 出羽地區中心                                         | 朝日自動車   |                                    |
| 新越谷站西口 | 新越01、新越02       | 赤山三丁目、出羽小學校入口             | 七左七丁目                                           | 朝日自動車   |                                    |
| 新越谷站西口 |                      | 南-02                                  | 七左三丁目中央、大間野二丁目                         | 蒲生站西口   | Global交通                         |

※其餘請參南越谷站

## 相鄰車站
東武鐵道
 東武晴空塔線
■急行、■區間急行、■準急、■區間準急（準急、區間準急越谷方向自此站起各站停車）
草加（TS 16）－新越谷（TS 20）－越谷（TS 21）
■普通
蒲生（TS 19）－新越谷（TS 20）－越谷（TS 21）

## 外部連結
- 新越谷（車站資訊） - 東武鐵道